# Tsutomu
Tsutomu (jap. つとむ, ツトム) – męskie imię japońskie.

## Możliwa pisownia
Tsutomu można zapisać używając wielu różnych znaków kanji i może znaczyć m.in.:
- 勤, „gorliwość”[1]
- 孜, „być gorliwym/pracowitym”
- 努, „wysiłek”
- 勉, „wysiłek”
- 惇, „serdeczny/szczery”
- 敦, „szacunek” (występuje też inna wymowa tego imienia: Atsushi)

## Znane osoby
- Tsutomu Hata (孜), japoński polityk, 80. premier rządu
- Tsutomu Hioki (努), japoński astronom
- Tsutomu Koyama (勉), japoński siatkarz
- Tsutomu Miyazaki (勤), japoński seryjny morderca
- Tsutomu Nihei (勉), japoński mangaka
- Tsutomu Sakamoto (勉), japoński kolarz torowy
- Tsutomu Seki (勉), japoński astronom amator
- Tsutomu Shimomura (努), japoński fizyk
- Tsutomu Takahashi (ツトム), japoński mangaka
- Tsutomu Yamaguchi (彊), japoński inżynier-konstruktor statków
- Tsutomu Yamazaki (努), japoński aktor

## Fikcyjne postacie
- Tsutomu Komano (勉), bohater mangi i anime Chihayafuru
- Tsutomu Oda (力), postać z mangi i anime Kishin Taisen Gigantic Formula
- Tsutomu Ryūzaki (勤), bohater serii mang i anime Tenjho Tenge
- Tsutomu Senkawa (つとむ), główny bohater serii mang i anime Birdy the Mighty